# Aporias: Requia for Piano and Orchestra
Aporias: Requia for Piano and Orchestra je studiové album Johna Zorna. Na albu hrají Hungarian Radio Childrens Choir a American Composers Orchestra a pianista Stephen Drury.

## Seznam skladeb
Všechny skladby napsal(i) John Zorn. 
| Pořadí         | Název          | Délka |
| -------------- | -------------- | ----- |
| 1.             | Prelude        | 6:40  |
| 2.             | Impetuoso      | 3:31  |
| 3.             | Con Mistero    | 2:58  |
| 4.             | Languendo      | 2:33  |
| 5.             | Risentito      | 2:50  |
| 6.             | Freddamente    | 2:33  |
| 7.             | Religioso      | 2:04  |
| 8.             | Drammatico     | 4:52  |
| 9.             | Postlude       | 4:21  |
| 10.            | Coda           | 0:49  |
| Celková délka: | Celková délka: | 33:18 |

## Sestava
- Stephen Drury – piáno
- American Composers Orchestra (dirigent Dennis Russell Davies)
- Hungarian Radio Children's Choir